# Hieracium lignyotum
Hieracium lignyotum es una especie de planta con flor del género Hieracium, de la familia Asteraceae, orden Asterales.

## Distribución
Hieracium lignyotum se distribuye por Suecia, Finlandia y Rusia.

## Taxonomía
Fue descrita científicamente por Norrl.
Tratamiento taxonómico
La especie aparece registrada en una sección de la publicación Acta Soc. Fauna Fl. Fenn.